# Taroudannt

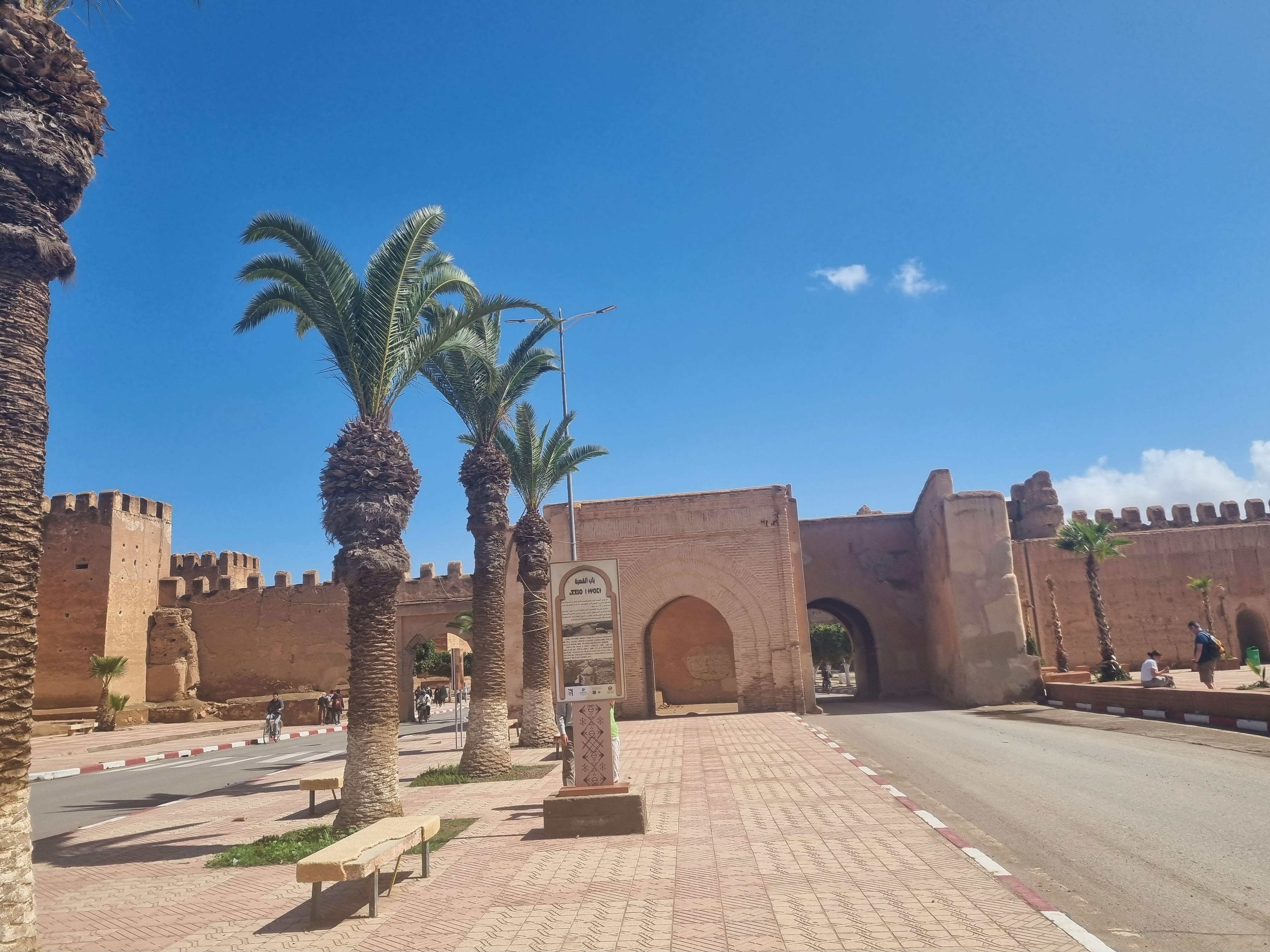
Taroudannt, huvudporten i stadsmuren.

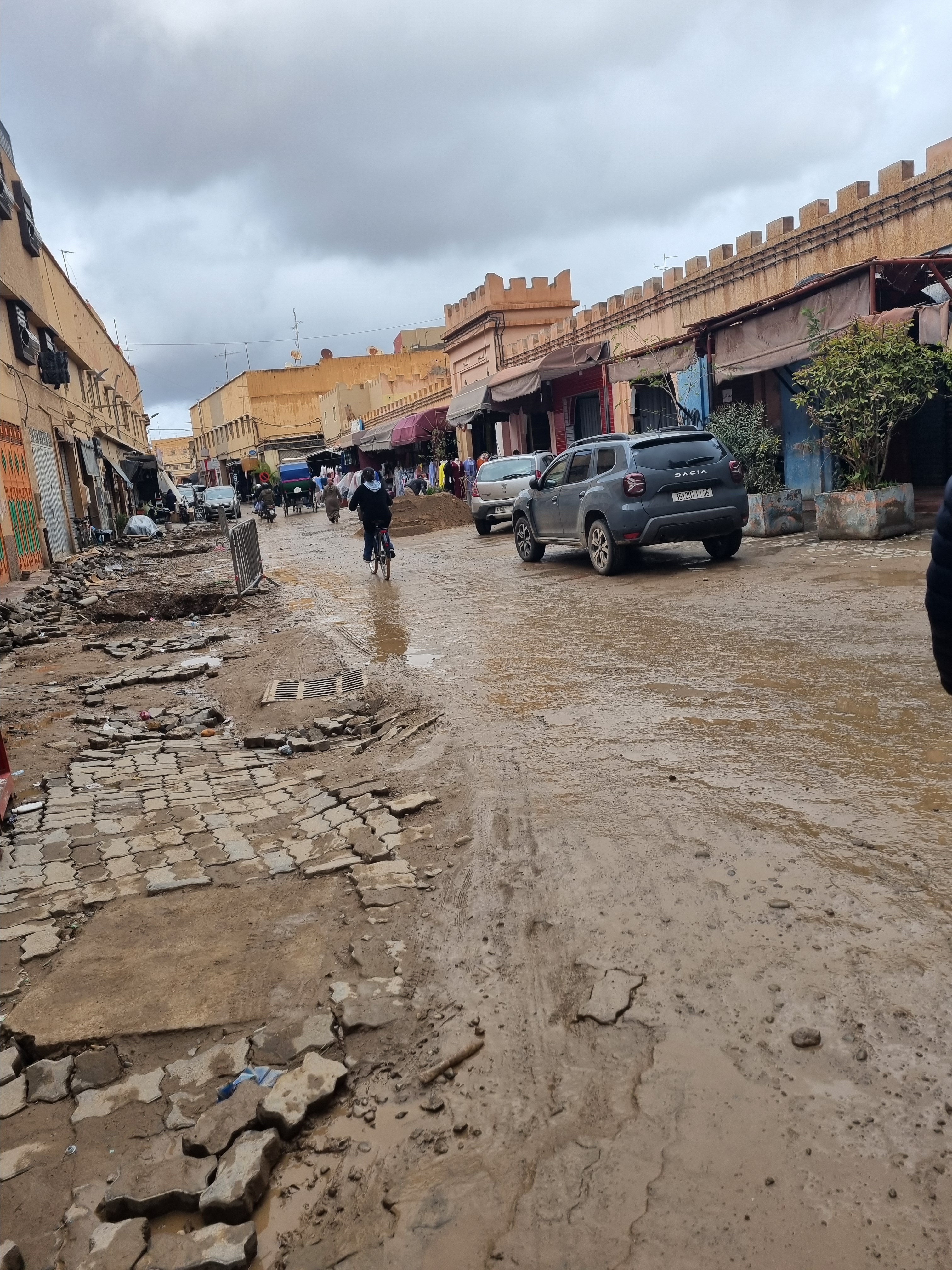
Ingången till marknaden i Taroudannt efter regn.

Taroudannt är en stad i Marocko och är administrativ huvudort för provinsen Taroudannt som är en del av regionen Souss-Massa. Folkmängden uppgick till 80 149 invånare vid folkräkningen 2014.